# Sveltella philippii
Sveltella philippii is een slakkensoort uit de familie van de Cancellariidae. De wetenschappelijke naam van de soort is voor het eerst geldig gepubliceerd in 1899 door Cossmann.